# Liste de bâtiments dont l'architecte se serait prétendument suicidé
 (novembre 2021).
Si vous disposez d'ouvrages ou d'articles de référence ou si vous connaissez des sites web de qualité traitant du thème abordé ici, merci de compléter l'article en donnant les références utiles à sa vérifiabilité et en les liant à la section « Notes et références ».
Cette liste recense les bâtiments dont l'architecte se serait prétendument suicidé.
Le suicide d'un architecte après la découverte d'un défaut dans une construction est un thème récurrent dans les légendes urbaines. Souvent, la légende décrit une inversion des plans, l'édifice étant construit dans le mauvais sens. Il peut également s'agir d'un oubli architectural. Généralement, l'architecte se donne la mort en sautant du haut du bâtiment en question.

## Liste
- Autriche :
  - Caserne Rossauer, Vienne : son architecte se serait tué pour avoir oublié les toilettes. Celles-ci existent bien dans la construction initiale, mais d'autres ont été ajoutées par la suite, à grand coût[2].

- Belgique :
  - Hôtel de ville, Bruxelles : l'architecte se serait jeté du beffroi après s'être rendu compte de l'asymétrie des ailes. En réalité, celles-ci ont été construites à des moments différents et par des architectes distincts[3].

- Danemark :
  - Église de Notre-Sauveur, Copenhague : l'architecte aurait sauté de la flèche après avoir constaté que son escalier extérieur tournait dans le mauvais sens[1]. En réalité, l'architecte de l'église, Lambert van Haven (en), est mort 50 ans avant la construction de la flèche par Lauritz de Thurah, par ailleurs mort de causes naturelles[réf. souhaitée].

- France :
  - Parc Montsouris, Paris : selon la légende, le lac artificiel du parc se serait vidé le jour de l'inauguration et l'ingénieur supervisant sa construction se serait suicidé[1].
  - Statue du Poilu du fort carré, Antibes : le sculpteur Henri Bouchard se serait suicidé pour avoir placé par erreur le fusil dans la main gauche du poilu. En fait comme l'attestent les grenades au sol, le poilu représente un grenadier et il est donc normal que son fusil soit à gauche[réf. nécessaire]. Henri Bouchard est mort en 1960, près de 40 ans après la réalisation de la statue[réf. souhaitée].
  - Statue équestre de Louis XIV, Lyon : le sculpteur François-Frédéric Lemot se serait suicidé après avoir remarqué l'oubli des étriers[4].

- Hongrie :
  - Széchenyi Lánchíd, Budapest : le sculpteur des lions de pierre, János Marschalkó, se serait suicidé pour avoir oublié de sculpter leurs langues. Celles-ci existent pourtant, mais ne sont pas très visibles[5].

- Inde :
  - Taj Mahal Palace Hotel, Bombay : pour avoir peut-être été construit à l'envers, son architecte se serait suicidé en sautant du dôme[6].

- Royaume-Uni :
  - Fort George : conçu pour être invisible depuis la mer, son architecte se serait donné la mort avec son pistolet en constatant qu'une cheminée était visible[1].
  - Birkdale Palace Hotel (en), Birkdale : construit à l'envers selon la rumeur, tournant le dos à la mer et non à la terre. William Mangnall, son architecte, aurait sauté du haut du toit[réf. souhaitée].
  - Kelvingrove Art Gallery and Museum, Glasgow : peut-être construit à l'envers, son architecte se serait donné la mort en sautant de l'une des tours[1].
  - Statue du lion de Maiwand (en), Reading, Berkshire : le sculpteur George Blackall Simonds (en) se serait suicidé du fait de l'impropre démarche de l'animal[réf. souhaitée].
  - St. George's Hall, Liverpool : son architecte se serait suicidé[réf. souhaitée].